# Нидэм, Фрэнсис, 1-й граф Килмори
Фрэнсис Нидем, 1-й граф Килмори (англ. Francis Needham, 1st Earl of Kilmorey; 5 апреля 1748 — 21 ноября 1832) — англо-ирландский военный и политик. Он был известен как Фрэнсис Нидем с 1748 по 1818 год и виконт Килмори с 1818 по 1822 год.

## Ранняя жизнь
Родился 5 апреля 1748 года. Третий сын Джона Нидэма, 10-го виконта Килмори (1710—1791), и Энн Херлстон (? — 1786), дочери Джона Херлстона.

## Карьера
Фрэнсис Нидем поступил на службу в британскую армию в 1762 году и участвовал в американской войне за независимость, где был взят в плен при осаде Йорктауна в 1781 году. Он также участвовал в войнах за независимость Франции, но больше всего Фрэнсис Нидем отличился во время Ирландского восстания 1798 года. Он был одним из полководцев в битве при Арклоу и командовал одной из пяти колонн в битве при Винегар-Хилл. В 1804 году он был назначен полковником 5-го Королевского ветеранского батальона. Нидему был присвоены звания полковника 86-го пехотного полка в 1810 году, с пожизненным сохранением этого статуса, и генерала в 1812 году.
С 1806 по 1818 год Фрэнсис Нидем заседал в Палата общин Великобритании от Ньюри.
30 ноября 1818 года после смерти своего старшего брата, Фрэнсис Нидема, 11-го виконта Килмори (1746—1818), Фрэнсис Нидем унаследовал титул 12-го виконта Килмори. Но это было ирландское пэрство, что не давало ему право на место в Палате лордов Великобритании.
5 февраля 1822 года для него были созданы титулы виконта Ньюри и Морна в графстве Даун и графа Килмори (Пэрства Ирландии).

## Личная жизнь
20 февраля 1787 года лорд Килмори женился на Энн Фишер, дочери Томаса Фишера. У них было два сына и восемь дочерей:
- Фрэнсис Нидем, 2-й граф Килмори (12 декабря 1787 — 20 июня 1880), который женился на Джейн Ган-Кунингем в 1814 году[1] . Они расстались в 1835 году, и после её смерти в 1867 году он женился на Марте Фостер в 1867 году.
- Леди Фрэнсис Маргаретта Энн Нидем (1789—1789), умершая в младенчестве[1].
- Леди Анна Мария Элизабет Нидем (1790 — 29 мая 1866), в 1816 году вышедшая замуж за каноника Виндзорского, преподобного Генри Кокейна Каста[англ.], сына Браунлоу Каста, 1-го барона Браунлоу[англ.][1].
- Леди Амелия Нидем (1791—1860), умершая незамужней[1].
- Леди Фрэнсис Элизабет Нидем (1792—1890), в 1825 году вышедшая замуж за генерала Джорджа Пауэлла Хиггинсона. Они были родителями генерала сэра Джорджа Хиггинсона[англ.][1].
- Леди Селина Нидем (1794 — 10 января 1876), в 1817 году вышедшая замуж за достопочтенного Орландо Генри Бриджмена, сына Орландо Бриджмена, 1-го графа Брэдфорда[1]
- Леди Джорджиана Нидем (1795—1888), умершая незамужней[1].
- Леди Алисия Мэри Нидем (5 сентября 1798 — 1 января 1885), вышедшая замуж за Сэмюэля Эллиса Бристоу из Бисторпа в 1836 году[1].
- Достопочтенный Фрэнсис Генри Уильям Нидем (1799—1868), подполковник британской армии[1].
- Леди Мабелла Джозефин Нидем (1801 — 16 ноября 1899), в 1822 году вышедшая замуж за достопочтенного Джона Генри Нокса, третьего сына Томаса Нокса, 1-го графа Ранфёрли, и достопочтенной Дианы Джейн Пери (дочь Эдмунда Пери, 1-го виконта Пери)[1].

Лорд Килмори скончался в ноябре 1832 года в возрасте 84 лет, и его титулы унаследовал старший сын Фрэнсис.